# Sint-Joris-Winge
Sint-Joris-Winge är en ort i Belgien.   Den ligger i provinsen Flamländska Brabant och regionen Flandern, i den centrala delen av landet, 40 km öster om huvudstaden Bryssel. Sint-Joris-Winge ligger 47 meter över havet och antalet invånare är 2 878.
Terrängen runt Sint-Joris-Winge är platt, och sluttar norrut. Runt Sint-Joris-Winge är det ganska tätbefolkat, med 239 invånare per kvadratkilometer.. Närmaste större samhälle är Leuven, 12,5 km väster om Sint-Joris-Winge. 
Trakten runt Sint-Joris-Winge består till största delen av jordbruksmark.